# Badlands (album, Halsey)
Badlands je debutové album americké zpěvačky a skladatelky Halsey. Album bylo vydáno 28. srpna 2015 u Astralwerks a Virgin EMI. Badlands debutovalo na druhém místě v Billboard 200 chart v prvním týdnu s prodeji 97,000 kopií. Albu předcházelo digitální vydání dvou singlů, "Ghost" a "New Americana". Třetí singl z alba, "Colors", byl vydán 9. února 2016. Nová verze písně "Castle" byla vydána jako čtvrtý singl z alba na podporu celovečerního filmu Lovec: Zimní Válka. Píseň "Roman Holiday" se objevila v druhé sezóně televizního seriálu Younger a píseň "I Walk the Line" se objevila v traileru filmu Power Rangers.

## Název a hudba
Název "Badlands", je odkaz na Halseyin stav mysli při psaní alba, které poskytovalo fyzické místo jako metaforu pro pustou a osamělou mysl. Hudebně má album kořeny především v electropopu, alternativním popu a synthpopu.

## Produkce
Podle Halsey je Badlands koncepční album, které se zaměřuje na fiktivní dystopickou společnost známou jako The Badlands. Město je obklopeno pustinou a udržuje obyvatele Badlands v zajetí. Album bylo inspirováno postapokalyptickými filmy jako je například Pátý element. Po napsání prvních písní si Halsey uvědomila, že celý koncept alba byl metaforou pro její duševní stav. Halsey přiznala, že vytvořila Badlands, aby mohla uniknout od problémů skutečného života. Výkonným producentem alba se stal producent Lido.

## Singly
Píseň "Ghost" byla vydána jako debutový singl 27. října 2014, s hudební videem natáčeným v Tokiu, které režírovali Malia James a Ryan Witt. "Ghost" byl poslán do rádií 7. dubna 2015. Halsey poté oznámila, že druhým singlem z alba se stane píseň "New Americana", která byla oficiálně vydána 10. července 2015. Hudební video pro "New Americana" vyšlo 25. září 2015. "New Americana" debutovalo na 60 příčce Billboard Hot 100.
"Colors" slouží jako třetí oficiální singl z alba. Píseň byla poslána do rádií 9. února 2016. Hudební video pro "Colors" bylo vydáno 25. února 2016. Čtvrtý singl, "Castle", byl vydán 8. dubna 2016, spolu s soundtrack verzí pro film Lovec: Zimní Válka.

## Seznam skladeb
| Pořadí | Název         | Délka |
| ------ | ------------- | ----- |
| 1.     | Castle        | 4:37  |
| 2.     | Hold Me Down  | 3:24  |
| 3.     | New Americana | 3:03  |
| 4.     | Drive         | 4:18  |
| 5.     | Roman Holiday | 3:21  |
| 6.     | Colors        | 4:09  |
| 7.     | Coming Down   | 3:43  |
| 8.     | Haunting      | 4:20  |
| 9.     | Control       | 3:34  |
| 10.    | Young God     | 3:00  |
| 11.    | Ghost         | 2:33  |

| Deluxe edice | Deluxe edice    | Deluxe edice |
| Pořadí       | Název           | Délka        |
| ------------ | --------------- | ------------ |
| 5.           | Hurricane       | 3:43         |
| 7.           | Ghost           | 2:33         |
| 9.           | Colors Pt. II   | 1:36         |
| 10.          | Strange Love    | 4:07         |
| 13.          | Gasoline        | 3:19         |
| 16.          | I Walk the Line | 2:45         |